# Giuseppe Ingrosso
Giuseppe Ingrosso (Merine, 17 maggio 1982) è un dirigente sportivo ed ex calciatore italiano, di ruolo difensore.

## Carriera

### Club
Inizia la carriera professionistica nel 2000 nelle file del Bari, esordendo in Serie A il 20 maggio 2001 in Bari-Roma 1-4. Rimane in Puglia quattro anni, collezionando 67 presenze e nessun gol. Nel 2004 veste la casacca bianconera del Cesena in Serie B giocando 28 gare senza segnare gol.
L'anno successivo è in Serie C1 con la maglia della Salernitana, per la quale totalizza 32 presenze e zero gol. Nel 2006 è ancora in Serie C1 ma con la maglia del Foggia, 25 presenze e un gol. Nel 2007 ritorna al Bari. A gennaio 2008 passa al Ravenna esordendo nella partita persa per 5-0 dai romagnoli con l'Ascoli.
Il 1º settembre 2008 passa alla Paganese, squadra di Lega Pro Prima Divisione. Il 18 gennaio 2009 rescinde il contratto con la Paganese e si accasa al Noicattaro, squadra di Lega Pro Seconda Divisione.
Nella stagione 2009-2010 ha firmato un contratto con la squadra pugliese del Liberty Molfetta e l'anno successivo con il Bisceglie, militanti in Eccellenza Puglia.
Per la stagione 2012-2013 non viene riconfermato al Bisceglie, rimanendo svincolato. Successivamente si accasa al Cerignola.
Nella stagione 2013-2014 passa all'Unione Calcio Bisceglie, giocando per una sola annata, a fine stagione si ritira dal calcio giocato.

### Nazionale
Nel 2000 ha partecipato con l'Under 18 ai campionati europei di categoria giocando il 7 ottobre nella gara Italia-Isole Far Oer, il 9 nella gara Italia-Andorra e l'11 in Italia-Inghilterra. L'anno successivo ha partecipato a diverse gare sia con l'Under 18 (2) che con l'Under 20 (6).

### Dirigente sportivo
Il 29 giugno 2015 viene nominato dall'assemblea dei soci dell'A.S. Bisceglie 1913 presidente del club nerazzurro stellato, per sopperire alle dimissioni del predecessore Nicola Canonico.
Finito il campionato 2015-2016 si dimette dal ruolo di presidente.

## Palmarès

### Club

#### Competizioni nazionali
- Coppa Italia Serie C: 1

Foggia: 2006-2007